# Malovodî, Terebovlea
Malovodî (în ucraineană Маловоди) este o comună în raionul Terebovlea, regiunea Ternopil, Ucraina, formată numai din satul de reședință.

## Demografie
Componența lingvistică a comunei Malovodî
     Ucraineană (100%)
Conform recensământului din 2001, toată populația comunei Malovodî era vorbitoare de ucraineană (100%).